# Ectropothecium sandwichense
Ectropothecium sandwichense là một loài Rêu trong họ Hypnaceae. Loài này được (Hook. & Arn.) Mitt. mô tả khoa học đầu tiên năm 1873.